# District de Shizishan
Le district de Shizishan (狮子山区 ; pinyin : Shīzishān Qū) est une subdivision administrative de la province de l'Anhui en Chine. Il est placé sous la juridiction de la ville-préfecture de Tongling.
En octobre 2015, le district de Shizishan a fusionné avec le district de Tongguanshan pour former le district de Tongguan.